# Satz (Musikstück)
Als Satz bezeichnet man in der klassischen Musik einen in sich geschlossenen Teil eines mehrteiligen musikalischen Werkes wie z. B. einer Suite oder einer Sinfonie. Meistens ist jedem Satz eine so genannte Satzbezeichnung gegeben, die Tempo und Charakter (z. B. „Andante“, „Allegro con brio“), den Typ des Satzes (z. B. Menuett, Scherzo) oder seine Stellung im Ablauf des Werkes (zum Beispiel Entrée und Finale) angeben.

## Satzfolge
Die sich aus den verschiedenen Sätzen ergebende Satzfolge ist oft auf Kontrastreichtum angelegt. Beispiel für typische Satzfolgen sind:
- barocke Solo-Suite: Allemande – Courante – Sarabande – Gigue
- Sonata da chiesa: Adagio – Allegro – Largo – Allegro
- Sonata da camera und Solokonzert: Allegro – Adagio oder Andante – Allegro oder Presto
- klassisches Divertimento: Allegro – Menuett I,II – Adagio – Menuett I,II – Presto
- klassische Sinfonie und Streichquartett: Allegro – Adagio oder Andante – Menuett (oder Scherzo) – Allegro oder Presto

Daneben existieren auch viele Varianten und fantasievolle Satzfolgen. Besonders viele Sätze hat die barocke Ouvertürensuite (u. a. von Telemann), die auch Charaktersätze verwendet (z. B. Réjouissance, Harlequinade usw.). In Spätbarock und Klassik gab es außerdem zweisätzige Werke, z. B. Sonaten von Domenico Scarlatti, Antonio Soler, Joseph Haydn, oder die Quartettini und Quintettini für Streicher von Luigi Boccherini.

## Weitere Bedeutungen
- In der musikalischen Formenlehre in der Nachfolge Arnold Schönbergs bezeichnet Satz einen bestimmten Thementypus.
- In der musikalischen Periode gibt es den Vorder- und den Nachsatz.
- Der Tonsatz beschäftigt sich mit dem Setzen der einzelnen Stimmen zueinander.